# Metalink
Metalink – otwarty standard i format pliku dla programów do pobierania danych, w szczególności menadżerów pobierania, klientów BitTorrent, przeglądarek internetowych, klientów FTP i programów P2P. Plik Metalink jest aplikacją XML. Rozszerzenie pliku to .metalink.
W pliku Metalink znajdują się wielokrotne lokalizacje plików do pobrania. Obsługuje on protokoły takie jak FTP, HTTP, BitTorrent, ed2k i magnet.
Metalink obsługuje sumy kontrolne pobieranych plików (MD5, SHA1, SHA256). Obsługuje także sygnatury PGP i rsync.

## Przykład pliku .metalink
```
 
<metalink
 
version=
"3.0"
 
xmlns=
"http://metalinker.org"
>

   
<files>

     
<file
 
name=
"example.ext"
>

     
<verification>

       
<hash
 
type=
"md5"
>
example-md5-hash
</hash>

       
<hash
 
type=
"sha1"
>
example-sha1-hash
</hash>

       
<signature
 
type=
"pgp"
/>

     
</verification>

     
<resources>

       
<url
 
type=
"ftp"
 
location=
"us"
 
preference=
"90"
>
ftp://ftp.example.com/example.ext
</url>

       
<url
 
type=
"ftp"
 
location=
"uk"
 
preference=
"90"
>
ftp://ftp.example.net/example.ext
</url>

       
<url
 
type=
"http"
 
location=
"us"
 
preference=
"90"
>
http://example.com/example.ext
</url>
 

       
<url
 
type=
"http"
 
location=
"de"
 
preference=
"90"
>
http://example.net/example.ext
</url>

       
<url
 
type=
"bittorrent"
 
preference=
"100"
>
http://example.org/example.ext.torrent
</url>

       
<url
 
type=
"rsync"
/>

       
<url
 
type=
"magnet"
/>

       
<url
 
type=
"ed2k"
/>

     
</resources>

     
</file>

   
</files>

 
</metalink>

```